# Apocalipsis en Stonehenge
Stonehenge Apocalypse (titulada "Apocalipsis en Stonehenge" en España) es una película canadiense de ciencia ficción de 2010 hecha para la televisión protagonizada por Misha Collins, Torri Higginson y Peter Wingfield. La película trata sobre una serie de desastres naturales, muertes inexplicables, y lecturas de energía extrañas que parecen estar conectadas misteriosamente a Stonehenge.

## Argumento
Una antigua profecía comienza a suceder cuando un curioso grupo de arqueólogos desentierra una cámara de estilo egipcio en Maine, se desata un devastador pulso electromagnético originado al parecer en Stonehenge el cual acaba con un grupo de turistas que quedan atrapados en su interior cuando las piedras que lo componen adquieren vida propia iluminándose y moviéndose como si de un enorme engranaje se tratara, y enviando además ondas de choque destructivas por todo el mundo.
Cuando una pirámide azteca se desmorona y brota lava de sus profundidades, y otros desastres naturales empiezan a ocurrir en todo el mundo, Jacob (Misha Collins) un renegado científico ahora locutor de radio se lanza a investigar, así como un equipo de científicos y un grupo de comandos militares británicos y americanos, en una carrera para evitar que la misma fuerza responsable de la creación de la vida en la Tierra decida la limpieza del planeta con el fin de anunciar el amanecer de una nueva era.
Jacob consigue llegar al famoso monumento eludiendo a las autoridades para descubrir la verdadera historia de lo que allí ocurre y grabarlo, con ayuda de su lector electromagnético llega hasta a intentar avisar a los científicos que estaban estudiando el fenómeno en el preciso momento en el que ocurre otra fatal descarga electromagnética. Ya que las cámaras instaladas en el lugar han registrado su intromisión los militares británicos lo encierran junto a otros curiosos. Pero la Dra. Leeds ha escuchado las teorías que Jacob tiene sobre el fenómeno con verdadero interés.
Cuando a los científicos y militares les falla todo con lo que poder detener las inevitables descargas de energía de Stonehenge, la Dra. Leeds y el Dr. Trousdale se convencen de que es más que posible que el Dr. Glaser tenga la solución al problema. Éste, que pudo ver una forma geométrica conocida en el altar central del monumento, cree que la respuesta es el misterioso Mecanismo de Anticitera que podría ser la 'llave' para desactivar Stonehenge.
Lo que el atractivo profesor no se espera al llegar hasta el museo donde se guarda el antiguo artefacto es reencontrarse con un viejo amigo y colega, el Dr. Leshem, que quiere para sí el mecanismo para cerrar el ciclo de pulsos energéticos en otro altar, el de la cámara descubierta en Maine por la profecía, que en realidad es parte de una antiquísima pirámide enterrada bajo ese lugar de EE. UU.

## Reparto
- Misha Collins como el Dr. Jacob Glaser, un reconocido astrofísico hace tiempo, ahora en horas bajas actuando como un alocado teórico de las conspiracines según la mayoría de la comunidad científica. Dirige un programa de radio llamado "La Verdadera Historia" en el que analiza fenómenos inexplicables con sus oyentes.
- Torri Higginson como la Dra. Kaycee Leeds.
- Peter Wingfield como el Dr. John Trousdale.
- Hill Harper como el Dr. Joseph Leshem, un arqueólogo antiguo amigo y colega del Dr. Glaser.

## Recepción
Stonehenge Apocalypse atrajo 2,1 millones de espectadores durante su estreno.